# 察尔森水库
察尔森水库位于中国内蒙古自治区兴安盟科尔沁右翼前旗察尔森镇北1.7千米处，距乌兰浩特市32千米，是以防洪、灌溉为主，兼有发电功能的大（一）型水库。

始建于1973年，由吉林省投资。因兴安盟由吉林省复归内蒙古自治区，于1980年停建。1986年底由水利部松辽委出资，1987年复建，1989年蓄水，1990年主体工程基本竣工。1996年9月16日通过国家验收。仅1998年特大洪水发挥的减灾效益就达百亿元。
2005年8月被评为国家水利风景区。